# Якуб аль-Фасави
Абу Юсуф Якуб ибн Суфьян ибн Джаван аль-Фариси аль-Фасави (ум. 890 г.) — автор «Большой истории» и «Шейхства».

## Учителя
Передавал сведения от Абу Асыма аль-Ансари и Маки ибн Ибрахима

## Ученики
Его учениками были ат-Тирмизи, ан-Насаи и Ибн Хузейма.